# Селенит лития
Селенит лития — неорганическое соединение,
соль лития и селенистой кислоты с формулой Li2SeO3,
бесцветные кристаллы,
растворяется в воде,
образует кристаллогидраты.

## Физические свойства
Селенит лития образует бесцветные кристаллы.
Растворяется в воде.
Образует кристаллогидраты состава Li2SeO3•H2O и 4Li2SeO3•3H2O.